# Port LaBelle
Port LaBelle ist ein census-designated place (CDP) im Hendry und im Glades County im US-Bundesstaat Florida. Das U.S. Census Bureau hat bei der Volkszählung 2020 eine Einwohnerzahl von 5.450 ermittelt.

## Geographie
Port LaBelle grenzt östlich an die Stadt LaBelle und befindet sich etwa 200 Kilometer nordwestlich von Miami. Durch den CDP führt die Florida State Road 80.

## Demographische Daten
Laut der Volkszählung 2010 verteilten sich die damaligen 3530 Einwohner auf 1376 Haushalte. Die Bevölkerungsdichte lag bei 158,3 Einw./km². 67,8 % der Bevölkerung bezeichneten sich als Weiße, 9,6 % als Afroamerikaner, 0,4 % als Indianer und 0,7 % als Asian Americans. 17,9 % gaben die Angehörigkeit zu einer anderen Ethnie und 3,6 % zu mehreren Ethnien an. 53,4 % der Bevölkerung bestand aus Hispanics oder Latinos.
Im Jahr 2010 lebten in 50,3 % aller Haushalte Kinder unter 18 Jahren sowie 23,1 % aller Haushalte Personen mit mindestens 65 Jahren. 77,7 % der Haushalte waren Familienhaushalte (bestehend aus verheirateten Paaren mit oder ohne Nachkommen bzw. einem Elternteil mit Nachkomme). Die durchschnittliche Größe eines Haushalts lag bei 3,18 Personen und die durchschnittliche Familiengröße bei 3,52 Personen.
36,6 % der Bevölkerung waren jünger als 20 Jahre, 29,6 % waren 20 bis 39 Jahre alt, 20,8 % waren 40 bis 59 Jahre alt und 13,0 % waren mindestens 60 Jahre alt. Das mittlere Alter betrug 29 Jahre. 51,0 % der Bevölkerung waren männlich und 49,0 % weiblich.
Das durchschnittliche Jahreseinkommen lag bei 32.463 $, dabei lebten 23,2 % der Bevölkerung unter der Armutsgrenze.
Im Jahr 2000 war Englisch die Muttersprache von 54,10 % der Bevölkerung und spanisch sprachen 45,90 %.